# Georg Christoph Biller
Georg Christoph Biller (Nebra, 20 de septiembre de 1955 – Leipzig, 27 de enero de 2022) fue un maestro de capilla y director de coro alemán. Dirigió el Coro de Santo Tomás de Leipzig (Thomanerchor) desde 1992 hasta 2015 como Thomaskantor, el decimosexto en ocupar este cargo desde Johann Sebastian Bach. También era un barítono, profesor universitario y compositor. Activo como Thomaskantor tras la reunificación alemana, Biller devolvió al Thomanerchor a su enfoque original de música sacra. Fue determinante en los nuevos edificios para el internado del coro, el Forum Thomanum, y en la celebración de su 800 aniversario en 2012.

## Vida
Nacido en Nebra, hijo de un pastor, Biller creció con tres hermanos. A los 10 años, ingresó en el Thomanerchor de Leipzig, viviendo en su internado. Fue miembro desde 1965 hasta 1974, con Erhard Mauersberger y Hans-Joachim Rotzsch. Como Chorpräfekt, colaboró en la dirección.
Estudió en la Escuela Superior de Música y Teatro «Felix Mendelssohn Bartholdy» de Leipzig de 1976 a 1981, dirección orquestal con Rolf Reuter y Kurt Masur, y canto con Bernd Siegfried Weber.

### Trayectoria profesional
En 1976 Biller fundó el Leipziger Vokalkreis, que más tarde pasó a llamarse Leipziger Vocalensemble, que dirigió hasta la década de 1990. En 1980 se convirtió en director de coro en la Gewandhaus y profesor de dirección coral en la Kirchenmusikschule Halle. En 1982 Biller obtuvo su diploma en dirección orquestal en la Internationale Sommerakademie Mozarteum Salzburg.Tras la reunificación alemana, en 1991 fue profesor de dirección coral en la Hochschule für Musik Detmold y en la Universidad de Música y Artes Escénicas de Frankfurt.
En noviembre de 1992 fue nombrado Thomaskantor como decimosexto sucesor de Bach en este cargo. El coro actúa normalmente tres veces por semana en la iglesia de Santo Tomás, en el «Motette» cada viernes a las seis de la tarde y cada sábado por la tarde a las tres, incluyendo por lo general una cantata de Bach, y el servicio de los domingos a las nueve en punto. En enero de 1994 fue designado profesor de dirección coral en la Escuela Superior de Música y Teatro «Felix Mendelssohn Bartholdy». En mayo de 1996 pasó a ser miembro de la Academia de Bellas Artes de Sajonia. Biller dejó su cargo de Thomaskantor en enero de 2015 por razones de salud.

### Proyectos especiales
En 2000 preparó al Thomanerchor para una colaboración con el Coro de niños de Hannover para una grabación en esta ciudad de la Pasión según San Mateo de Bach. 
En 2009 empezó la costumbre de interpretar las cantatas del Oratorio de Navidad de Bach en la iglesia de Santo Tomás y en la de San Nicolás en los servicios de los seis días festivos durante las Navidades como Bach había previsto 275 años antes.
En el Viernes Santo de 2010 dirigió la Pasión según San Mateo de Bach en la iglesia de santo Tomás con Martin Petzold en el papel de Evangelista, Klaus Mertens (vox Christi), Ute Selbig, Britta Schwarz, Martin Lattke, Thomas Laske, el Thomanerchor y la Gewandhausorchester.

### Vida personal
Biller estaba casado con la actriz Ute Loeck. Tenía depresión así como una grave enfermedad neurológica que limitaba cada vez más su movimiento, y dependía de una silla de ruedas desde 2019. En los últimos meses de su vida, intercambió pensamientos con Andreas Reize, el nuevo Thomaskantor, seguro de que Reize continuaría su trabajo con el coro. Biller murió el 27 de enero de 2022, a la edad de 66 años.

## Premios y reconocimientos
A lo largo de su trayectoria Biller ha recibido los siguientes premios:
- 1985 – Premio de Música de Osaka.
- 2012 – Premio Echo Klassik.
- 2012 – Premio Mendelssohn de la ciudad de Leipzig. Premio Internacional Mendelssohn de Leipzig
- 2013 – Miembro de Honor de la Sociedad Richard Wagner de Leipzig.
- 2014 – Cruz de Oficial de la Orden del Mérito de la República Federal de Alemania.

## Obra

### Composiciones
- Eine kleine Thomasmusik (en alusión a Eine kleine Nachtmusik de Mozart, 2000)
- Naunhofer Choralbuch (libro de corales de Naunhof, 2000)
- In einem Glauben (En una sola fe, 2009)
- Der apostolische Segen (La bendición apostólica, 2011)
- Responsorien (Responsorios) (2012)
- Gesänge nach Worten von Clemens Brentano (canciones inspiradas en textos de Clemens Brentano, 2012)
- 7 Lieder aus Stille (Siete canciones del silencio, 2012)
- Psalmen David (Salmos de David, 2012)
- Der Nebraer Himmelspsalm (El salmo celestial de Nebra, 2012)[12]
- Res severa verum gaudium (La verdadera alegría es algo serio, 2012)
- Herr, tue meine Lippen auf (Señor, abre mis labios, 2012-13)
- Verleih uns Friede (Danos la paz, 2012-13)
- Hiobs Botschaft (El mensaje de Job, 2014-18)

### Escritos
- Biller, Georg (2018). Die Jungs vom hohen C / Erinnerungen eines Thomaskantors (en alemán). Halle (Saale): Mitteldeutscher Verlag. ISBN 978-3-95462-951-0. OCLC 1008600406.[10][13]

## Discografía

### Discos[14]
- 1998 – J.S. Bach: Matthäus-Passion. Georg Christoph Biller, Martin Petzold, Andreas Schmidt, Monika Frimmer, Bogna Bartosz, Olaf Bär, Thomanerchor & Gewandhaus Kinderchor, Gewandhausorchester Leipzig (Unitel)
- 2007 – J.S. Bach: Johannes-Passion. Georg Christoph Biller, Marcus Ullmann, Gotthold Schwarz, Ruth Holton, Matthias Rexroth, Henryk Bö̈hm, Thomanerchor, Gewandhausorchester Leipzig (Rondeau)

### Vídeos
- 2012 – Georg Christoph Biller conducts Bach: St. Matthew's Passion. (en alemán) Christina Landshamer, soprano; Stefan Kahle, alto; Wolfram Lattke & Martin Lattke, tenores; Klaus Mertens & Gotthold Schwarz, bajos; Thomanerchor; Gewandhausorchester Leipzig; Georg Christoph Biller, director. OCLC 824647499.[15]